# Кайл Риз
Кайл Риз (англ. Kyle Reese; 2002/03, Лос-Анджелес — 14 мая 1984, там же) — персонаж серии фильмов о Терминаторе, один из главных героев первой, четвёртой и пятой картины. Боец Сопротивления; отец Джона Коннора. С его фигурой связана известная проблема, обсуждаемая в научной фантастике, относительно природы парадоксов, которые возникают при путешествии во времени.

## Биография
В первоначальном варианте будущего, показанном в фильме «Терминатор», Риз родился вскоре после ядерной войны. Судя по упоминанию, какое-то время провёл в концентрационном лагере. С 2021 по 2027 год воевал в Сопротивлении в 132-м полку под командованием Перри и дослужился до сержанта. Затем был переведён в элитную группу Тех-Ком, под начало Джона Коннора. Личный номер — DN-38416. Сам того не подозревая, он был отцом Джона. В 2029 году по собственной инициативе вызвался отправиться в 1984 год, чтобы спасти мать Джона — Сару Коннор от Терминатора. Поначалу Сара враждебно относилась к Ризу, считая его сумасшедшим, но вскоре её отношение к происходящему изменилось и она стала ему доверять. Риз и Сара влюбились друг в друга. Риз погиб в схватке с Терминатором, успев сообщить Саре основные сведения о будущей войне и обучить некоторым вещам, в частности, изготовлению самодельной взрывчатки. Своей убеждённостью и отвагой он мотивировал Сару измениться и воспитывать их сына таким же воином, каким был сам.
В фильме «Терминатор-2: Судный день» Кайл Риз появляется во сне Сары, предупреждая её об опасности, которая угрожает Джону. Эта сцена не вошла в прокатную версию картины, но была восстановлена в расширенном издании фильма на видео.
После изменения будущего в финале второго фильма предполагается, что Кайл Риз всё так же родился в начале XXI века, но уже накануне войны, так как она была отсрочена, начавшись не в 1997, а в 2004 году. В фильме «Терминатор-3: Восстание машин» Кайл Риз не упоминается.
В четвёртой части — «Терминатор: Да придёт спаситель» он является одним из основных действующих лиц — подростком, живущим в заброшенном Лос-Анджелесе вместе с маленькой немой девочкой, по прозвищу Кроха. Они оба — самопровозглашённая ячейка Сопротивления в Лос-Анджелесе, хотя он сам признаётся, что ещё «не заслужил» красную нашивку бойцов Сопротивления. В 2018 году его обнаруживает Скайнет, который в этом варианте будущего знает, что Риз отец Джона Коннора, и с помощью Маркуса Райта хочет ликвидировать их обоих. Скайнет отправляет Риза в концлагерь, рассчитывая заманить туда Джона. Ценой больших усилий Джон спасает Кайла и взрывает лагерь Скайнета. Раненый Джон говорит Кайлу, что тот «заслужил» быть солдатом и отдаёт ему свою куртку, где Кайл находит фото Сары Коннор.

### Альтернативная история
В фильме «Терминатор: Генезис» Кайл Риз боец сопротивления, сержант. Его с помощью машины времени переправляют в прошлое, но оказывается, что это прошлое радикально отличается от того, которое было показано в прошлых фильмах. Здесь его уже ждут T-1000, собственно Сара, которая уже всё знает о будущей войне, и два T-800.
В телесериале «Терминатор: Битва за будущее», который является самостоятельным продолжением фильма «Терминатор-2», Кайл Риз эпизодически появляется в нескольких сериях. В сериале выясняется, что у него есть старший брат, Дерек Риз, который тоже служит в Сопротивлении и оказался разлучён с Кайлом во время одного из боёв; в сериале Дерек становится одним из главных героев. Во втором сезоне Сара показывает Дереку могилу Кайла, на которой указана только дата смерти.
В фильме «Терминатор: Тёмные судьбы» Кайл Риз не упоминается в диалогах, а режиссёр фильма Тим Миллер подтвердил, что во временной линии будущего, показанной в фильме, Кайл не существует, т.к. его родители в итоге не встретились.

## Исполнители роли
- В оригинальном «Терминаторе» и в «Терминаторе-2: Судный день» Кайла Риза сыграл Майкл Бин.

До того, как была окончательно утверждена кандидатура Бина, на роль Риза в оригинальном фильме продюсеры сначала хотели пригласить звезду сериалов и телешоу Брюса Уиллиса или британского певца Стинга (а также Мэтт Диллон, Микки Рурк, Кристофер Рив, и даже Курт Рассел тоже входили в число кандидатов). Устраивались ли им кинопробы, неизвестно.
- В «Терминатор: Да придёт спаситель» роль молодого Риза исполнил Антон Ельчин.
- В сериале «Битва за будущее» роль взрослого Риза исполнил Джонатан Джексон, а роль Кайла-ребёнка — Скайлер Гизондо.
- В фильме «Терминатор: Генезис» роль сыграл Джай Кортни. В короткой сцене Кайла Риза в детстве сыграл Брайнт Принц.

## Парадокс путешествия во времени
Роберт Делфи и Кеннет Шихан в эссе «Bad Timing: The Metaphysics of the Terminator» в сборнике «Терминатор и философия» отмечают, что в сюжетной линии фильма существуют две интересные проблемы. Первая из них заключается в том, что Кайл Риз входит в машину времени после Терминатора. В этом смысле его можно сравнить с бегуном, который явился на стадион спустя час после начала соревнования. Теоретически он всё ещё может рассчитывать на победу, но, очевидно, едва ли сможет помешать тому бегуну, который стартовал вовремя. Второй проблемой является вопрос, кто был отцом Джона Коннора до Риза. По мнению авторов, нет никакого способа объяснить замкнутый круг, кроме предположения, что у Джона Коннора существовало два разных отца. Первоначально им мог быть обычный человек, возможно, Стэн Морски — парень Сары, упоминаемый в фильме. В свою очередь, это поднимает проблему личностной идентичности Джона, ведь без Риза он, очевидно, будет другим человеком, и не ясно, что тогда является источником его лидерских качеств. В более широком плане это заставляет задуматься над вопросом, что происходит с будущим, когда путешественникам во времени удаётся его изменить: перестают ли существовать прежние люди и события или ответвляется параллельная вселенная.